# 松尾神社 (湖南市)
松尾神社（まつおじんじゃ）は、滋賀県湖南市にある神社。

## 概要
仁寿3年（853年）に藤原頼平が松尾大社から神を勧請した。そして1384年頃火災で消失したため、現在の地に遷したもので、美し松は同神社の神木と崇められている。並んで経つ南照寺は当社の神宮寺で松尾芭蕉の句碑がある。

## ぼんのこへんのこ祭
毎年7月31に開催される火難厄除の行事。男児が男性器の木彫（へんのこ）やナスビを挿した茅の輪（ぼんのこ）を担ぎ、「ぼんのこ、へんのこ、作衛門のなすびやーい」と掛け声をかけ、太鼓を叩きながら練り歩く。